# 라이즐 보직
라이즐 보직(Reizl Bozyk, 1914년 5월 13일 ~ 1993년 9월 30일)은 폴란드의 배우, 연극 배우, 영화배우이다.
폴란드에서 태어났으며 뉴욕에서 사망하였다.

## 영화
- 결혼 소동 (1988년)